# Anelaphus crispulus
Anelaphus crispulus es una especie de escarabajo longicornio del género Anelaphus, categorizada en la tribu Elaphidiini, de la subfamilia Cerambycinae.
Fue descrita por Fisher en 1947. Aparece registrada y publicada en una sección de Studien über neotropische Longicornier-III (Coleoptera: Cerambycidae) de 1960.
Mide 17-20 mm de longitud. El período de vuelo para ejemplares adultos se presenta durante los meses de junio y julio.

## Distribución
Se distribuye por América Central, en Puerto Rico y República Dominicana.